# Клууви
Клууви (фин. Kluuvi, швед. Gloet) — один из центральных районов города Хельсинки, граничащий с районами Круунунхака, Силтасаари, Каартинкаупунки, Камппи, Эту-Тёолё и Линьят.
На территории района расположены: Алексантеринкату, центральный железнодорожный вокзал, магазин Stockmann, центральный кампус университета Хельсинки, художественный музей Атенеум, центральные офисы банков Nordea, Danske Bank и других.
| 2003 | 2006 | 2012 | 2013 |
| ---- | ---- | ---- | ---- |
| 391  | 398  | 443  | 514  |